# Blood Sweat & Tears (bài hát)
"Blood Sweat & Tears" (tiếng Hàn: 피 땀 눈물; Romaja: Pi ttam nunmul; Tiếng Nhật: 血、汗、涙; Romaji: Chi, ase, namida) là một bài hát tiếng Hàn và tiếng Nhật của nhóm nhạc nam Hàn Quốc BTS. Nó được viết bởi "Hitman" Bang, Kim Do-hoon, RM, Suga, J-Hope và Pdogg. Phiên bản tiếng Hàn được phát hành vào ngày 10 tháng 10 năm 2016 thông qua Big Hit Entertainment, là bài hát chủ đề trong album phòng thu thứ hai của nhóm, Wings (2016). Phiên bản tiếng Nhật của bài hát được phát hành vào ngày 10 tháng 5 năm 2017 thông qua Universal Music Japan, dưới dạng bài hát phụ của album đĩa đơn bao gồm "Spring Day" và "Not Today", cả hai đều bằng tiếng Nhật. Bài hát thuộc thể loại moombahton, trap và tropical house mang âm hưởng của dancehall và reggaeton. Lời bài hát đề cập đến nỗi đau của tình yêu.

## Bối cảnh
Nhóm đã tổ chức một buổi họp báo cho việc phát hành album của họ vào ngày 10 tháng 10 năm 2016. Nói về concept mới của nhóm và ý nghĩa của nó, trưởng nhóm RM giải thích rằng "Rất khó để chống lại sự cám dỗ, bạn sẽ nghĩ về nó nhiều hơn và do dự. Sự không chắc chắn là một phần của quá trình phát triển. Blood Sweat & Tears là bài hát cho thấy chúng ta nghĩ gì, lựa chọn và phát triển như thế nào."

## Video âm nhạc
Vào ngày 6 tháng 10 năm 2016, họ phát hành một teaser cho bài hát. Vào lúc 12:00 KST, ngày 10 tháng 10 năm 2016, official music video đã được phát hành. Video dài sáu phút chiếu cảnh RM đọc một đoạn văn từ Demian của Hermann Hesse, đó là nguồn cảm hứng cho concept của album Wings, và không xuất hiện trong phiên bản album của bài hát. Tamar Herman của Billboard K-Town mô tả video âm nhạc như là một "ám ảnh" khám phá ra những khái niệm của số phận, thực tế, cuộc sống và cái chết và falling from grace."
Video âm nhạc được đạo diễn bởi Choi Yongseok và Ko Yoojeong của Lumpens. Những nhà sản xuất đáng chú ý bao gồm Nam Hyunwoo của GDW là giám đốc hình ảnh, Kim Gyeungseok của Sunny là gaffer, Lee Moonyoung của Myllab là art directort và Shin Yunkyun của DnD cho các hiệu ứng đặc biệt. Vũ đạo được biên đạo bởi Keone Madrid & Quick Style Crew và giám sát bởi Son Sungdeuk. Trong vòng 24 giờ kể từ khi video âm nhạc được phát hành, video âm nhạc đã đạt 6.3 triệu lượt xem, thiết lập một kỷ lục mới. Cũng vào ngày 13 tháng 10, đã được đưa tin rằng video âm nhạc của "Blood, Sweat & Tears" trở thành nhóm nhạc đầu tiên có video âm nhạc K-pop nhanh nhất đạt được 10 triệu lượt xem. Theo một số nguồn tin, việc này đã đạt được ít hơn 42 giờ - gần một nửa thời gian thực hiện kỷ lục cho "Fire" trước đó, đã mất 72 giờ. Vào ngày 20 tháng 2 năm 2017, video âm nhạc trở thành video âm nhạc thứ ba của BTS vượt qua cột mốc 100 triệu lượt xem trên YouTube, tại thời điểm đó trở thành video âm nhạc nhanh thứ hai của nhóm nhạc K-pop làm được điều này, đạt được điều này sau 134 ngày phát hành video âm nhạc. Video âm nhạc trở thành video âm nhạc thứ ba của BTS vượt qua 200 triệu lượt xem vào ngày 29 tháng 10 năm 2017.

## Phiên bản
Các phiên bản (edition) tiếng Hàn của single không có phát hành physical. Cho việc phát hành single tiếng Nhật, bốn bản edition đã có sẵn: một edition tiêu chuẩn, và ba limited edition, Type A, Type B và Type C, trừ bài hát "Spring Day". Photocard đi kèm với tất cả các edition đầu tiên.
- Edition tiêu chuẩn (UICV-5063): Edition bao gồm phiên bản tiếng Nhật của "Spring Day".
- Limited edition type A (UICV-9243): Edition bao gồm một DVD có chứa video âm nhạc phiên bản tiếng Nhật và Hàn của "Blood Sweat & Tears".
- Limited edition type B (UICV-9244): Edition bao gồm DVD có chứa  making video của "Blood Sweat & Tears".
- Limited edition type C (UICV-9245): Edition bao gồm 36 trang photo booklet.

## Diễn biến thương mại 
Tại Hàn Quốc, bài hát trở thành bài hát đầu tiên của nhóm đạt vị trí thứ nhất trên Gaon Digital Chart, đạt hơn 198,987 lượt tải trong tuần đầu tiên và có 3,184,355 lượt nghe. Bài hát đạt tổng cộng 362,171 trong tháng 10 năm 2016 và xếp thứ 6 trên bảng xếp hạng tháng. Vào tháng 5 năm 2017, bài hát trở thành bài hát đầu tiên của nhóm đạt hơn 1 triệu copie tại Hàn Quốc. Tính đến tháng 12 năm 2017, bài hát trở thành single trụ lại lâu nhất bảng xếp hạng bởi một nhóm nhạc nam trên bảng xếp hạng Hàn Quốc, phá vỡ kỷ lục đã được giữ vững trong 10 năm.
Tại Hoa Kỳ và Canada, BTS trở thành ca sĩ thứ ba của K-pop có mặt tại Canadian Hot 100, xếp vị trí thứ 86. BTS cũng đứng vị trí thứ nhất trên bảng xếp hạng World Digital Songs của Billboard cho tuần ngày 29 tháng 10. Nhóm cũng có mặt tại YouTube Music Global Top 100 - vị trí thứ 17 trên bảng xếp hạng video và vị trí thứ 14 trên bảng xếp hạng bài hát.
Tại Nhật Bản, phiên bản tiếng Hàn xếp vị trí thứ 18 trên Billboard Japan Hot 100, và đạt 4,156. Vào ngày 10 tháng 5 năm 2017, phiên bản tiếng Nhật được phát hành, đạt được 144,234 trong ngày đầu tiên và xếp vị trí thứ nhất trên bảng xếp hạng hàng này của Oricon, và 223,082 theo số liệu từ SoundScan Japan. Bài hát xếp vị trí thứ nhất trên bảng xếp hạng single tuần của Oricon, Billboard Japan Hot 100, và đứng đầu doanh số single, đạt được 310,276 copie trong tuần đầu tiên theo số liệu từ SoundScan Japan.

## Danh sách bài hát
| Korean edition   | Korean edition                     | Korean edition                                     | Korean edition   | Korean edition |
| STT              | Nhan đề                            | Phổ lời                                            | Phổ nhạc         | Thời lượng     |
| ---------------- | ---------------------------------- | -------------------------------------------------- | ---------------- | -------------- |
| 1.               | "피 땀 눈물" (Blood Sweat & Tears) | Pdogg, RM, Suga, J-Hope,"Hitman" Bang, Kim Do-hoon | Pdogg            | 3:37           |
| Tổng thời lượng: | Tổng thời lượng:                   | Tổng thời lượng:                                   | Tổng thời lượng: | 3:37           |

| Japanese edition | Japanese edition                   | Japanese edition                                                  | Japanese edition | Japanese edition |
| STT              | Nhan đề                            | Phổ lời                                                           | Phổ nhạc         | Thời lượng       |
| ---------------- | ---------------------------------- | ----------------------------------------------------------------- | ---------------- | ---------------- |
| 1.               | "Chi, Ase, Namida" (Japanese ver.) | KM-Markit                                                         | Pdogg            | 3:35             |
| 2.               | "Not Today" (Japanese ver.)        | KM-Markit                                                         | Pdogg            | 3:52             |
| 3.               | "Spring Day" (Japanese ver.)       | Pdogg, RM, ADORA, Bang Sihyuk, Arlissa Ruppert, Peter Ibsen, Suga | Pdogg            | 4:34             |
| Tổng thời lượng: | Tổng thời lượng:                   | Tổng thời lượng:                                                  | Tổng thời lượng: | 12:01            |

## Bảng xếp hạng
| Bảng xếp hạng (2016–17)                    | Vị trí xếp hạng cao nhất |
| ------------------------------------------ | ------------------------ |
| Canada (Canadian Hot 100)                  | 86                       |
| Pháp (SNEP)                                | 167                      |
| Nhật Bản (Billboard Japan Hot 100)         | 1                        |
| Nhật Bản (Billboard Top Single Sales)      | 1                        |
| Nhật Bản (Oricon)                          | 1                        |
| New Zealand Heatseeker Singles (RMNZ)      | 7                        |
| Philippines (Billboard Philippine Hot 100) | 82                       |
| Hàn Quốc (Gaon Singles Chart)              | 1                        |
| US World Digital Songs (Billboard)         | 1                        |

| Chart (2017)              | Position |
| ------------------------- | -------- |
| Japan Hot 100 (Billboard) | 27       |

## Doanh số và chứng nhận

### Remix version
| Quốc gia | Chứng nhận | Số đơn vị/doanh số chứng nhận |
| --- | ---------- | ----------------------------- |
| Hàn Quốc(Gaon) | N/A        | 1,575,357                     |
| Nhật Bản | Platinum   | 310,276                       |
| * Chứng nhận dựa theo doanh số tiêu thụ. ^ Chứng nhận dựa theo doanh số nhập hàng. ‡ Chứng nhận dựa theo doanh số tiêu thụ và phát trực tuyến. |            |                               |

## Giải thưởng và đề cử
| Năm  | Lễ trao giải                 | Hạng mục                              | Kết quả   | Tham khảo     |
| ---- | ---------------------------- | ------------------------------------- | --------- | ------------- |
| 2016 | 18th Mnet Asian Music Awards | HotelsCombined Song of the Year       | Đề cử     | [ 37 ] [ 38 ] |
| 2016 | 18th Mnet Asian Music Awards | Best Dance Performance - Male Group   | Đoạt giải | [ 37 ] [ 38 ] |
| 2016 | 18th Mnet Asian Music Awards | Best Music Video                      | Đề cử     | [ 37 ] [ 38 ] |
| 2016 | Melon Popularity Award       | Weekly Popularity Award (17 tháng 10) | Đoạt giải | [ 39 ]        |
| 2016 | Melon Popularity Award       | Weekly Popularity Award (24 tháng 10) | Đoạt giải | [ 39 ]        |
| 2016 | KBS MV Bank MV Best 5        | Best Music Video Boy Group            | Hạng 3    | [ 40 ]        |
| 2016 | K-Ville Music Awards         | Music Video of the Year               | Đoạt giải | [ 41 ]        |
| 2017 | Seoul Music Awards           | Best Music Video Award                | Đoạt giải | [ 42 ]        |
| 2017 | Gaon Chart Music Awards      | Song of the Year – Tháng 10           | Đề cử     | [ 43 ]        |

### Giải thưởng trên các chương trình truyền hình âm nhạc
| Bài hát               | Chương trình              | Date                 |
| --------------------- | ------------------------- | -------------------- |
| "Blood Sweat & Tears" | Show Champion (MBC Music) | 19 tháng 10 năm 2016 |
| "Blood Sweat & Tears" | M Countdown (Mnet)        | 20 tháng 10 năm 2016 |
| "Blood Sweat & Tears" | Music Bank (KBS2)         | 21 tháng 10 năm 2016 |
| "Blood Sweat & Tears" | Music Bank (KBS2)         | 28 tháng 10 năm 2016 |
| "Blood Sweat & Tears" | Inkigayo (SBS)            | 23 tháng 10 năm 2016 |
| "Blood Sweat & Tears" | The Show (SBS MTV)        | 25 tháng 10 năm 2016 |

## Lịch sử phát hành
| Khu vực  | Ngày phát hành       | Định dạng                            | Hãng                                     | Tham khảo |
| -------- | -------------------- | ------------------------------------ | ---------------------------------------- | --------- |
| Toàn cầu | 10 tháng 10 năm 2016 | digital download, streaming          | Big Hit                                  | [ 44 ]    |
| Nhật Bản | 10 tháng 5 năm 2016  | Digital download, streaming, CD, DVD | Universal Music Japan Def Jam Recordings |           |